# Банда Михаила Скрипника
Банда Михаила Скрипника — преступное формирование, осуществлявшее в период с 1994 по 2003 год на территории Иркутской области рэкет, вымогательства и убийства. Членами банды был совершен ряд тяжких и особо тяжких преступлений, в том числе как минимум 9 убийств бизнесменов, предпринимателей, а также лидеров и членов противоборствующих преступных группировок. Банда Скрипника являлась одной из двух главных бандитских формирований т.н. «Братской ОПГ», которая в 2000-х годах  являлась одной из самых крупных и опасных в России преступных группировок.

## Предыстория
Основателем и лидером банды был Михаил Владимирович Скрипник (род. 14 апреля 1972, Братск, Иркутская область, РСФСР, СССР). Детство и юность Скрипник провел в социально благополучной обстановке. С 1979 по 1987 год он учился в одной из школ города Братск, однако интереса к учебному процессу не испытывал, вследствие чего характеризовался педагогическим составом школы весьма посредственно. В школьные годы Михаил Скрипник занимался спортом. С 1983 по 1990 год он занимался санным спортом, где добился выдающихся результатов. Руководством ДЮСШ олимпийского резерва по санному спорту он характеризовался весьма положительно. В 1986 году Скрипник вошел в состав юношеской сборной команды СССР. В 1988 году выполнил норматив мастера спорта, после чего вошел в состав молодежной сборной команды СССР по санному спорту. После окончания 8 классов Михаил Скрипник поступил в «СПТУ- 24» города Братска, где зарекомендовал себя с положительной стороны, как человек по натуре быстрый, энергичный, активный, в силу высокого возраста и атлетического телосложения пользующийся авторитетом среди друзей и однокурсников. В «СПТУ-24» Скрипник являлся  лидером в своей группе, был физоргом и активно продолжал заниматься спортом. После окончания «СПТУ-24» Михаил Скрипник бросил спорт и в последующие несколько лет, по версии следствия, вел криминальный образ жизни, зарабатывая на жизнь рэкетом и вымогательством в отношении предпринимателей.
В 1994 году безработный Михаил Скрипник по версии следствия создал свою банду, которая стала частью т.н. «Братской ОПГ», возглавляемой вором в законе Владимиром Тюриным по прозвищу «Тюрик». Став вором в законе в 1993 году, Тюрин решил консолидировать местные криминальные силы с целью изгнать из Иркутской области влиятельных воров в законе грузинского происхождения. В последующие годы Тюрину с помощью банды Скрипника удалось победить в криминальной войне. Представители криминальной грузинской диаспоры были изгнаны из региона, после чего Тюрин взял под свой контроль всю развивающуюся промышленность на территории Иркутской области. В частности он контролировал Братский алюминиевый завод, единственное в Братске казино, каналы экспорта металлов и леса из Восточной Сибири через Санкт-Петербург в Прибалтику и Западную Сибирь.
После этого Михаил Скрипник благодаря поддержке Тюрина приобрел высокий авторитет в криминальном мире Братска и Иркутска. Банда Скрипника отличалась жёсткой дисциплиной и непререкаемым авторитетом ее лидера. В криминальном мире Скрипник стал известен под прозвищами «человек» и «скрипа». Первыми членами банды стали Павел Баженов по прозвищу «Башка» и Олег Зырянов по прозвищу «Зырян», с которыми Скрипник познакомился в Братске будучи школьником. Остальных членов банды по заданию Скрипника принимал Павел Баженов в ходе выполнения различных заданий. Членами банды становились физически крепкие молодые люди, занимавшиеся в прошлом спортом, без моральных принципов, которые за крупное материальное вознаграждение способны были на совершение преступлений, в том числе убийств. Преступное  формирование Скрипника имело сложную четырёхуровневую структуру. Михаил Скрипник  руководил бандой, никогда не выходя напрямую на рядовых ее членов. Оперативное командование бандой он поручил Павлу Баженову, который являлся наиболее близким человеком к Скрипнику в банде. Степень доверия лидера банды к Павлу Баженову была столь высока, что в начале 2000-х Баженов даже удостоился чести быть приглашенным на празднование дня рождения криминального авторитета Владимира Тюрина. Скрипник и Баженов  планировали преступления, занимались их подготовкой, распределяли роли между рядовыми бойцами и осуществляли контроль за дисциплиной, в частности Михаил Скрипник запретил членам своей банды употреблять спиртные напитки. Привилегированное положение в банде также занимал Алексей Быков, который стал ее членом в 1995 году. Банда Михаила Скрипника имела репутацию беспредельщиков, помимо традиционного рэкета и вымогательства, члены банды также занимались кражами, угонами автомобилей, похищением людей и изнасилованиями. В центр внимания правоохранительных органов Михаил Скрипник и члены его банды попали практически с начала создания банды и постоянно находились в оперативной разработке. В 1996 году Зырянов, Баженов и Быков привлекались к уголовной ответственности в Братске за угрозы убийством в адрес молодого парня и попытку получения в свою собственность его квартиры за то, что он в ходе ДТП разбил «Mercedes-Benz» Скрипника. Однако в конечном итоге до суда дело не дошло. В 1998 году Олег Зырянов и Павел Баженов были арестованы по обвинению в серии изнасилований несовершеннолетних девочек, однако и в этот раз дело до суда не дошло и они остались на свободе. В конце 1990-х члены банды  занимались разбоем на дорогах. В качестве жертв попадали водители иномарок, которых бандиты останавливали, угрожали оружием, после чего избивали и угоняли автомобиль. Последними членами банды на рубеже 2000-го года стали Михаил Захарин, Артем Клабук и его приятель Прудников, которые числились в банде рядовыми бандитами, которым поручали самые разнообразные задания, в основном слежку за намеченными жертвами, перегон угнанных машин в гаражи и т.д.. 
Все преступления Михаил Скрпиник и Павел Баженов планировали тщательно с предельной осторожностью. Во время преступлений, Баженов для членов банды арендовал квартиры, выдавал деньги на питание и снабжал их всем необходимым для исполнения их функциональных обязанностей: автомобилями, оружием, рациями, деньгами на покупку обмундирования, аренду гаражей и т.д. На конспиративных квартирах члены банды жили в соответствии с занимаемым в банде положением: рядовые отдельно от бригадиров. Особую роль в планировании преступлений Михаил Скрипник отводил автомобилям. В распоряжении членов банды насчитывалось 8 иномарок и не менее 5 автомобилей отечественного производства. Все машины были оформлены на подставных лиц, либо были зарегистрированы на прежних хозяев, у которых они были угнаны, либо у которых были куплены, но с которыми члены банды Скрипника до конца не рассчитались. Помимо традиционной слежки за жертвами преступлений, автомобили членами банды Скрипника использовались для того, чтобы скрыться с мест преступлений и перегораживать проезд приговорённым к убийству. В соответствии со строгой дисциплиной в банде, Михаил Скрпиник не позволял бригадирам обманывать ее рядовых членов, вследствие чего за успешное завершение преступлений, Скрипник всех членов банды материально вознаграждал в крупном размере — каждому в соответствии с его вкладом в общее дело.
В конце 1990-х Скрипник постепенно стал легализовывать доходы от преступной деятельности. Он стал крупным акционером ряда  ведущих предприятий в Иркутской области и влиятельным бизнесменом, диктующим другим предпринимателям направление финансовых потоков. В этот период он совершил ряд финансовых махинаций. В 1999 году он взял под свой контроль компанию ЗАО «Гелиос». Став учредителем фирмы «Байкал — Гелиос», Михаил Скрипник вынудил директора ЗАО «Гелиос» заключить с его фирмой договор, согласно которому «Байкал — Гелиос» и ЗАО «Гелиос» стали партнерами. В течение нескольких месяцев директор ЗАО «Гелиос» перечислил фирме Скрипника несколько миллионов рублей, вследстие чего ЗАО «Гелиос»  был причинен крупный материальный ущерб из-за задолженности предприятия — партнёра, возглавляемого Скрипником. В 2002 году Скрипнику удалось поставить под свой контроль компанию ОАО «Сибхиммонтаж», имеющее филиалы в городах Улан-Удэ, Иркутск, Ангарск, Братск и в других. Скрипник стал владельцем 25 процентов акций предприятия, после чего с помощью угроз приобрел в свое владение контрольный пакет акций и преобразовал его в компанию «Сибхиммонтаж — Восток», став владельцем и председателем совета директоров. Ряд акционеров после того как Скрипник стал владельцем предприятия - обратились в милицию, заявив что вынуждены были продать свои акции Скрипнику за бесценок, однако в ходе опроса потерпевших уголовное дело не было возбуждено, так как другие акционеры заявили, что продали Скрипнику свои акции добровольно, несмотря на то, что факт продажи акций по заниженной цене был выявлен. Один из акционеров скупал акции по 25 рублей за штуку, а Скрипнику продал всего за 10 копеек. Другой добровольно расстался с ними и отдал Скрипнику их в качестве дара после того, как на него было совершено покушение неизвестными лицами.
В 2000 году Михаил Скрипник был арестован обвинению в хулиганстве и нанесению вреда здоровью, после того как в милицию обратился предприниматель из Братска, который заявил что Скрипник и члены его банды избили его и пытались под угрозой убийства вынудить переписать на них свой бизнес и ряд объектов недвижимости. Михаил Скрипник во время расследования провел 1.5 месяца под стражей, но в конечном итоге потерпевший отказался от своих показаний и Скрипник из-за недостатка доказательств в совершении преступлений был отпущен на свободу. В 2003 году Михаил Скрипник стал владельцем фирмы ООО «Санлайт». После этого на расчётный счёт руководимого им предприятия было перечислено несколько миллионов рублей со счетов клиентов коммерческого банка «Диалог-оптим». Причём перечисление произошло без ведома клиентов. Обманутые клиенты обратились в милицию, после чего было возбуждено уголовное дело, однако после допросов обвинение было предъявлено не Михаилу Скрипнику, а  управляющему иркутским филиалом банка, который был обвинен в злоупотреблении  должностными полномочиями. В ходе расследования было установлено, что Скрипник в этом же банке взял кредит размером 8 миллионов рублей, который не погасил и при этом забыл передать в залог банку недвижимость и технику по условиям договора, однако управляющий филиала банка во время следствия всячески отрицал факт знакомства со Скрипником и утверждал, что все финансовые махинации совершил сознательно на добровольной основе.

## Убийства

Михаил Захарин

В 2002 году в Иркутской области возобновилась борьба за сферы влияния в криминальном мире после того как на свободу в феврале того же года вышел на свободу криминальный авторитет Павел Киселев по прозвищу «Кисель». В конце 1990-х банда Киселева наряду с бандой Скрипника и бандой Вячеслава Гамерника по прозвищу «Гамера» входила в число самых влиятельных банд Братской ОПГ, однако после ареста Киселева, высокое криминальное положение в Иркутской области приобрел Вячеслав Гамерник, который взял под свой контроль все фирмы, в отношении которых занимался рэкетом и крышеванием Киселев. После освобождения из СИЗО Киселеву был выставлен ряд требований. Его обязали вернуть в воровской общак крупную сумму денег, которую он ранее взял и потратил на личные нужды и предложили ему покинуть Иркутскую область и не совершать попыток повлиять на криминальную ситуацию в области, однако Киселев отказался от этого. Он решил заручиться поддержкой представителей грузинского воровского клана, для чего поехал в Сочи для встречи с ними. По версии следствия, руководители Братской ОПГ дали приказ Скрипнику об убийстве Киселева, так как они состояли в конфликте с грузинскими ворами в законе. Подготовка к убийству Киселёва началась в середине 2002 года и продлилась несколько месяцев. Организацией убийства занимались Павел Баженов и Михаил Захарин. Они в свою очередь возложили часть обязанностей на Клабука, Зырянова и Быкова, а также приобрели радиостанции, после начали изучать маршруты передвижения будущей жертвы, его привычки и охранников.
Первоначально Киселёва планировали убить на территории детского сада возле его дома, в баре «Маяк» и на выходе из ночного клуба, однако каждый раз из-за различных факторов дата совершения убийства переносилось на другую дату. Убийство Киселева было совершено 14 декабря 2002 года, когда он отправился с женой за покупками в торговый центр «Вояж». Клабук передал по рации, что Киселев сел в машину «Тойота-Марк 2» в сопровождении двух женщин и подростка, после чего двинулся мимо восточной трибуны стадиона «Труд». Следом за его автомобилем отправились «Жигули» с тремя охранниками и приятелем Киселёва. По пути движения дорогу машинам перегородил автомобиль «Ниссан-Санни» с транзитными номерами и шашечками такси на крыше. За её рулём находился Олег Зырянов. После этого Баженов и Захарин с двух сторон расстреляли Павла Киселева и его 7 спутников, не имевших к криминальному миру никакого отношения. Среди погибших, находившихся в автомобилях «Тойота-Марк II» и «ВАЗ-2108» оказались 15-летний Михаил Соломинский – сын убитого в 1997 году вора в законе по прозвищу «Солома», которого Киселев пригласил в тот день на обед, а также две молодые женщины – супруга Киселева Светлана Сухарева и продавщица торгового дома «Вояж», попросившая криминального авторитета подбросить её к дому подруги, где она накануне оставила свои перчатки. Кроме них были убиты трое сотрудников охранного агентства «Гром», отвечавших за безопасность Павла Киселева. Захарин стрелял из сборного «АКМ» по «Жигулям», в которых ехали сотрудники охранного агентства «Гром». В цель попали все 16 его выстрелов. Баженов согласно результатам криминалистической экспертизы выпустил по автомобилю, где находился Киселев не менее 25 выстрелов из Автомата Калашникова. Отделался лёгкими ранениями лишь приятель Киселёва и уцелел водитель, которому удалось вылезти из машины и спрятаться под ней. Автомобиль «Ниссан», замаскированный под такси, и два автомата — убийцы бросили недалеко от места происшествия, после чего сели в поджидавший их автомобиль, за рулём которого был Быков и успешно покинули место совершения массового убийства.
. 
Следующее убийство в рамках криминальной войны за передел сфер влияния в Иркутской было совершено бандой Скрипника в 12 часов 5 сентября 2003 года возле троллейбусной остановки «Стоматологическая клиника» в микрорайоне Иркутска под названием «Солнечный». Жертвой должен был стать криминальный авторитет Алексей Бердуто, лидер ангарской преступной группировки «Пожарники». Скрипник дал приказ об убийстве Бердуто, так как он криминальным сообществом подозревался в организации убийства Вячеслава Гамерника, который был застрелен в Москве 19 июля 2003 года. Бердуто являлся телохранителем Гамерника и одним из его доверенных лиц, после того, как Гамеринк приехал в Ангарск на постоянное место жительства в 1995 году. Гамерник имел высокое положение в Брасткой ОПГ и пользовался благосклонностью Владимира Тюрина, который доверял Гамернику крупные суммы денег из общака и позволял ему использовать их для вложения в свой легальный бизнес. В это время Гамерник создал собственное преступное формирование, которое занималось вымогательством, курировало криминальный автобизнес и поставку крупных партий героина в области. После легализации, Вячеслав Гамерник стал руководителем и владельцем  крупных предприятий, уважаемым меценатом, который жертвовал крупные суммы денег инвалидам и сиротам. В 2000 году Гамерник взял под свой контроль «Ангарскую нефтехимическую компанию» и назначил Алексея Бердуто ответственным за хищение ГСМ с территории предприятия. Бердуто в течение 2 лет обеспечил полный контроль в этой сфере, разрешив несколько конфликтов с различными мелкими преступными формированиями и криминальными элементами. Благодаря Бердуто, поступление денежных средств в общак Братской  ОПГ значительно увеличилось, после чего авторитет Гамерника и Бердуто в криминальной среде заметно возросли.
Бердуто стал подозреваемым в убийстве Вячеслава Гамерника после того, как было установлено, что во время убийства он находился в Москве вместе с  Гамерником в одной гостинице, хотя Гамерник в поездку его с собой не приглашал. После совершения убийства Гамерника, Бердуто отрицал свою причастность к этому и утверждал, что в Москву он ездил по своим личным делам и якобы случайно оказался с Гамерником в одной и той же гостинице, став свидетелем его смерти, однако в криминальном сообществе Иркутска ему никто не поверил. Роль непосредственных исполнителей заказа на убийство Бердуто Скрипник отвёл Александру Антонову и Андрею Александрову. Организацию и планирование убийства он возложил на Баженова, который в свою очередь привлек для этого Захарина, Зырянова и Клабука. Каждый из членов банды Скрипника выполнял закрепленные за ним обязанности. Один из членов банды вел слежку за Бердуто, изучал маршруты его передвижения, другой член банды изучал дороги и пути отхода с места проишествия. Во время расстрела автомобиля Бердуто в ходе стрельбы был убит его водитель - 21-летний Максим Телущенко по прозвищу «Метла», однако сам Алексей Бердуто остался цел и невредим, несмотря на то, что по автомобилю было выпущено 20 выстрелов. Позже было установлено, что Антонов из китайского автомата сделал по машине Бердуты не менее 14 выстрелов, а Александров произвёл из « Автомата Калашникова» — 7 выстрелов.
Также одной из доказанных следствием жертв банды стал местный предприниматель 50-летний  Игорь Светлов, которого по версии следствия убил Михаил Захарин совместно с Павлом Баженовым. Светлов обещая большую прибыль, помог одному из своих знакомых банкиров совершить сделку, связанную с размещением денег в инвестиционных фондах США, где у него работал один из знакомых, однако банкир оказался недоволен размером прибыли и обвинил Светлова в том, что он утаил от него часть прибыли размером в 300 000 долларов. Банкиром оказался одноклассник и друг вора в законе Владимира Тюрина, который по версии следствия поручил Михаилу Скрипнику вынудить Светлова отдать им деньги. Светлов отказался от претензий бандитов, после чего Скрипник поставил Светлова на т.н. «счётчик» и вскоре начал у него вымогать уже 1500 000 долларов. Светлов перечислил Скрипнику половину суммы, а затем отказался платить, после чего Захарин и Баженов организовали его похищение и убийство. Тело Светлова преступники расчленили и закопали в лесистой местности по Голоустненскому тракту.

## Арест, следствие и суд
Михаил Скрипник был арестован сотрудниками СОБРа в Иркутске вечером 24 ноября 2003 года в ресторане напротив здания Регионального управления по борьбе с организованной преступностью. Во время ареста Скрипник не стал оказывать сопротивление и держался очень самоуверенно. В ходе обыска у Скрипника был изъят чемодан, в котором находилось 250 000 рублей, очень крупная сумма по состоянию на 2003 год.

Первый допрос Скрипника проводила Алла Никонова, генерал-майор юстиции, первый руководитель территориального управления Следственного комитета России. Никонова впоследствии так комментировала поведение Скрипника на допросе после ареста: 
Он играл роль бизнесмена, олигарха, вид у него был надменный. Поза развязная, ноги вытянул. Пришлось даже замечание ему сделать, напомнить, что он не на чай ко мне пришёл. На молодёжь, которая была у него в банде, он, конечно, мог впечатление произвести. Они так и говорили: «Хотелось походить на Скрипу, чтобы денег вот так же – полный дипломат, можно было ими сорить в казино, в ресторанах». Но дней через десять от амплуа нового русского Скрипник отказался и присмирел.
Задержание Скрипника последовало за арестом Михаила Захарина и других трех членов банды в гаражном кооперативе по улице Красноярская с поличным. Арест был произведен оперативниками УБОП и ФСБ Иркутской области. В момент ареста Захарин давал подчиненным указания по перегону автомобиля «Тойота Ленд-Круизер», похищенную несколькими днями ранее при вооружённом нападении на водителя компании «Русиа Петролеум». В конце 2003 года Захарину было предъявлено обвинение в совершении 9 заказных убийств, а другим членам банды, в том числе ее лидеру Михаилу Скрпнику были предъявилены обвинения по шести статьям УК, главными из которых являются создание организованного преступного сообщества, бандитизм и убийства. По уголовному делу проходили 22 потерпевших и около 100 свидетелей. После ареста членов банды, в ходе обыска их квартир, автомобилей и гаражей сотрудники правоохранительных оргнов обнаружили и изъяли несколько машин, огнестрельное оружие (автоматы АКМ, револьвер, ружья) с боеприпасами, радиостанции, приборы ночного видения, несколько комплектов милицейской формы, наручники и другие предметы из аммуниции представителей правопорядка.
Во время расследования следственно-оперативную группу возглавил Владимир Букин. В группу вошли следователи Александр Кузнецов и Марина Ломоносова, криминалист Сергей Белов, а также руководитель отдела по раскрытию заказных убийств майор милиции Андрей Савкин, который проводил все допросы обвиняемых. По словам Савкина, Скрипник и члены его банды на первых допросах все отрицали и выражали уверенность в своей безнаказанности.
Согласно свидетельствам Владимира Букина, самые важные показания, позволившие привлечь к уголовной ответственности Михаила Скрипника дали против него Олег Зырянов 22 января 2004 года и Павел Баженов. Зырянов показал свою осведомлённость о членах банды, её организации и ступенях иерархии. Допрос Зырянова проходил с соблюдением всех процессуальных норм, с участием Сергея Маметова из Центрального филиала Иркутской областной коллегии адвокатов и Аллы Никоновой  в следственном изоляторе. Букин утверждал, что во время расследования предлагал всем обвиняемым заключить соглашение о признании вины и дать показания против Скрипника в обмен на снисхождение суда, однако никто из них не согласился из-за боязни расправы со стороны Скрипника.

Павел Баженов, давший показания против Скрпиника в ночь на 4 февраля 2004 года покончил с жизнью самоубийством в одиночной камере Иркутского следственного изолятора. Андрей Савкин так впоследствии прокоментировал этот инцидент: 
Он (Баженов) дал понять, что обречён: «Для меня дать показания на Скрипника – это…» И провёл пальцем по шее. После чего его труп и обнаружили с петлёй на шее.
Олег Зырянов после дачи показаний против Скрипника во время одного из последующих допросов совершил попытку побега. Он сумел выпрыгнуть в окно, однако упал на служебную машину и был схвачен. 
Михаил Захарин отказался от сотрудничества со следствием. Он утверждал, что в период с 17 октября по 23 октября  содержался в СИЗО вместе с Анатолием Чуриновым и Сергеем Ефремовым по прозвищу «Нацист», который в августе 2003 года был приговорен к 17 годам лишения свободы и который в течение 5 дней, согласно заявлению Михаила Захарина, пытался с помощью применения физической силы заставить его чистосердечно признаться в совершении убийств. 21 октября Захарин вскрыл себе вены обломком одноразового лезвия вследствие конфликта с Ефремовым.
На допросах Михаил Захарин отвергал все обвинения, заявлял о своей непричастности и в соответствии со ст. 51 Конституции РФ отказывался от дальнейшей дачи показаний, однако вскоре вынужден был дать признательные показания по многим эпизодам. Описывая следователям обстоятельства похищения и убийства предпринимателя Светлова, Захарин утверждал, что сыграл роль сотрудника ДПС, переодевшись в милицейскую форму с целью остановить автомобиль жертвы, не вызывая у него никаких подозрений. После убийства предпринимателя, Захарин и Баженов отрезали у трупа голову и кисти рук с целью усложнить идентификацию личности жертвы. Согласно материалам уголовного дела, именно Захарин указал на карте место, где были захоронены останки.

Из показаний Михаила Захарина на негласном опросе под видеокамеру о том, как они с Баженовым отрезали Светлову голову и руки и закапывали останки по частям : 
Просто летела вся эта кровь в стороны
.
Однако вскоре Захарин отказался от своих признательных показаний, заявив что он дал находясь под давлением следствия и к нему были применены различные пытки.
Из письма в Генеральную прокуратуру адвоката одного из сообщников Захарина - Олега Зырянова: 
4.11.2003 он (Захарин)  был вывезен из СИ-1 по заявлению следователя Орлова Р.В. для проведения следственных действий в помещение УБОП УВД Иркутской области, где к Захарину М.С. были применены пытки и избиения, в том числе снова применялся электрический ток, избивали металлической палкой, угрожали убийством, а именно угрожали вывезти на реку Ангару и утопить. Вечером того же дня мой подзащитный был возвращен сотрудниками УБОП в СИ-1 г. Иркутска, где при медицинском осмотре на нем были обнаружены телесные повреждения в виде пореза горла, чего не было на момент выдачи его администрацией СИ-1 сотрудникам УБОП... По доставлении Захарина М.С. в СИ-1 г. Иркутска он был помещен не в камеру, а в бокс, где температура воздуха чуть выше нуля градусов... Более двух суток Захарину М.С. не давали ни есть, ни спать.
Судебный процесс открылся 16 мая 2005 года и продлился больше года. Заседания суда проходили с беспрецедентными мерами безопасности. Присутствие корреспондентов СМИ и видеосъемка была запрещена. На скамье подсудимых в Иркутском областном суде оказались вместе с Михаилом Скрипником еще 6 членов его банды. Объем уголовного дела составил 60 томов. Одного из членов банды Михаила Скрипника защищал депутат Государственной думы РФ от ЛДПР от Иркутской области Николай Курьянович. На открытии судебного процесса гособвинитель подчеркнул, что преступления, совершенные Михаилом Скрипником и его сообщниками, запугивали добропорядочных граждан Иркутска, что в свою очередь негативно отражалось на имидже правоохранительных и прочих государственных органов. К уголовному делу следствием аккуратно были подшиты восемь характеристик, выданных Скрипнику по месту его жительства, учёбы, работы и заключения под стражу. Везде Скрипник характеризовался крайне положительно, кроме администрацией Иркутского следственного изолятора, где он был назван лидером отрицательной направленности, не раз водворявшимся в карцер за нарушения режима содержания. На судебном процессе Скрипник и остальные обвиняемые отказались от своих признательных показаний и заявили о том, что оговорили себя будучи под давлением следствия и специально подсаженных к ним сокамерников. Их заявления были проверены судом, однако не подтвердились. Суд посчитал, что показания, которые обвиняемые дали в ходе расследования, были получены в соответствии с процессуальными нормами и не противоречили всей совокупности представленных доказательств. Адвокаты обвиняемых пригласили в суд в качестве свидетелей защиты около 200 людей, которые пытались доказать непричастность подсудимых к инкриминируемым им действиям с помощью подтверждения ложных алиби. Ряд из них уверяли, что что в день убийства Павла Киселёва Скрипник был на охоте, а в период подготовки к нему Михаил Захарин несколько месяцев находился в Братске, где принимал участие в соревнованиях по лыжному кроссу. Зырянов в это время якобы находился в кинотеатре «Чайка», где смотрел фильм «Умри, но не сейчас» вместе с девушкой, которая после сеанса увезла его к себе. Быков согласно свидетельствам свидетелей защиты во время подготовки и убийства Киселева был тяжело болен и не выходил из дома несколько недель. В конечном итоге во время перекрестного допроса свидетели защиты стали путаться в своих показаниях и начали давать противоречивые сведения суду, вследствие чего суд посчитал алиби Скрипника и членов его банды сомнительными и недостоверными. 
Также на судебном процессе был выявлен факт давления Михаила Скрипника на некоторых свидетелей обвинения. Так физическому и психологическому воздействию со стороны представителей криминальной субкультуры подвергся юрист Сергей Маметов, который присутствовал на допросе Олега Зырянова. На судебном процессе Маметов неожиданно для стороны обвинения из-за страха физической расправы заявил, что никакого допроса не было, Зырянова он не видел, а в протоколе подписал только последний лист. Адвокаты Скрипника пытались таким образом опорочить документ и вывести его из базы доказательств, после чего в суд по ходатайству государственных обвинителей был вызван руководитель следственно-оперативной группы Владимир Букин, который заявил, что Маметов принимал участие в допросе, видел Зырянова и подписал протокол после ознакомления с его текстом и подтверждения факта его подлинности. Букин заявил, что во время расследования Маметов неоднократно упоминал о том, что опасается за свою жизнь из-за участия в расследовании преступлений банды Михаила Скрипника. Сам Михаил Скрипник на судебных заседаниях принимал активное участие, хотя показаний не давал, ссылаясь на право, предоставленное Конституцией РФ. Он пытался убедить суд, что в том протоколе подпись Зырянова стоит «не на том месте, где положено» и листы у документа «не такие, как положено». На одном из судебных заседаний Михаил Скрипник обратился с вопросом к Олегу Зырянову, требуя подтверждение показаний в протоколе, на что Зырянов заявил, что свои собственные показания не подтверждает.

К Владимиру Букину также во время судебного процесса была представлена охрана, так как в прокуратуре переживали за судьбу документа. Комментарий Букина: 
Вдруг, мол, я испугаюсь Скрипника, и эти показания из уголовного дела пропадут. Доказательств для обвинительного приговора было достаточно. Но я на всякий случай все документы ксерокопировал. Боялся, что, когда обвиняемые будут с материалами знакомиться, начнут рвать листы из дела и в рот пихать.
27 декабря 2006 года Иркутский областной суд признал Михаила Скрипника виновным в создании и руководстве бандой, умышленном убийстве, вымогательстве и грабеже, после чего назначил ему уголовное наказание в виде 23 лет лишения свободы в колонии строгого режима. Михаил Захарин, участвовавший в убийстве 9 человек, получил в качестве уголовного наказания пожизненное лишение свободы. Артём Клабук был приговорен к  21 году тюрьмы, а Олег Зырянов к 20.  Алексей Быков был приговорен к 15 годам тюремного заключения. Алексей Тищенко и Денис Комиссаров, которые не являлись членами банды, но принимали участие в ряде разбойных нападениях на владельцев иномарок получили 7,5 и 7 лет лишения свободы соответственно.

## В заключении
Михаил Скрипник после приговора отправился отбывать свое наказание в исправительную колонию строгого режима № 5, расположенную в городе Коряжма (Архангельская область), где продолжал пользоваться покровительством Владимира Тюрина и сразу завоевал высокий авторитет среди других осужденных. В середине 2010-х годов Скрипник начал сотрудничать с администрацией тюремного учреждения и предложил свои услуги начальнику исправительной колонии, подполковнику внутренней службы Олегу Бурковскому по улучшению материальной базы вверенного им лагерного хозяйства. Бурковский предложение Скрипника принял, так как он, несмотря на то, что находился в тюрьме -  имел на своих счетах крупные суммы денег, авторитет среди осужденных и большие  организаторские способности. В течение последующих 4 лет Михаил Скрипник умело руководил лагерным хозяйством, контролировал обстановку внутри исправительной колонии, назначал осуждённых на различные должности, решал производственные вопросы, оплачивал расходы на ремонт хозяйственных помещений и предложил ряд мероприятий по увеличении поголовья скота. Кроме этого Скрипник из своих личных средств в качестве дара перевел на банковские счета исправительной колонии крупную сумму денег для укрепления материальной базы колонии. Благодаря деятельности Скрипника в лагерном хозяйстве исправительной колонии за 4 года под его управлением выросло поголовье свиней, мелкого рогатого скота, количество кур и кроликов, а также увеличилось  производство мяса. Также Михаил Скрипник заключил договор с ветеринарами, которые стали оказывать услуги пенитенциарному учреждению на постоянной основе. В конце 2010-х годов Скрипник уговорил администрацию колонии заняться разведением пчел и меда, после чего в лагерном хозяйстве была установлена  пасека. В этот период для Михаила Скрипника администрацией исправительной колонии были созданы привилегированные условия. Он был освобожден от обязанности выходить на ежедневные построения, после чего ему было разрешено переехать из жилого барака в кабинет руководителя подсобного хозяйства, который был отремонтирован и переоборудован в жилую комнату, где Скрипник имел холодильник, телевизор со спутниковой антенной и мобильные телефоны. По всей режимной территории Михаил Скрипник в отличие от других осужденных передвигался совершенно свободно. Ему было разрешено не носить робу с обязательными для спецконтингента нагрудными и нарукавными знаками и он имел право беспрепятственно принимать любых посетителей, в том числе представителей криминальной субкультуры и девушек с сомнительной репутацией. Гости Скрипника по его требованию были освобождены от процедуры досмотра. При этом официально эти свидания не оформлялись – ни краткосрочные, ни длительные. В начале 2019 года Михаил Скрипник подал ходатайство в суд об условно-досрочном освобождении. Его адвокат предоставил суду положительные характеристики от администрации исправительной колонии и около 100 официальных поощрений, однако суд отказал Михаилу Скрипнику в УДО, а ФСБ, усомнившись в добросовестности руководителей колонии из-за внушительного количества поощрений Скрипника, заинтересовалась коррупционными фактами и начала проверку, после чего в июне 2019 года было возбуждено уголовное дело в отношении начальника ИК-5 УФСИН России по Архангельской области Олега Бурковского и его заместителя Максима Зинина. В ходе расследования следствие доказало факт получения Буковского и Зимина двух взятки размерами в 50 тысяч рублей и 30 тысяч рублей соответственно. Кроме этого, был доказан факт превышения должностных полномочий. Подчиненные Бурковского заявили следователям, что Бурковский требовал от них, чтобы они не только не фиксировали нарушения режима со стороны Скрипника, но и всячески поощряли его. Показания против Бурковского и Зимина дали на суде как сотрудники колонии, так и осуждённые. Коряжемский городской суд увидел в сложившейся в колонии ситуации дискредитацию не только Федеральной службы исполнения наказаний, но и государственной власти в целом. 25 февраля 2021 года Олег Бурковский и Максим Зинин были признаны виновными в превышении должностных полномочий (ст. 286 УК РФ) и получении взятки в значительном размере за незаконные действия (ст. 290 УК РФ), после чего суд назначил им условные сроки наказания с испытательным сроком в виде 5 и 4 лет соответственно. После ареста Бурковского и Зимина, Михаил Скрипник был лишен привилегированных условий и вернулся в ряды обычного спецконтингента исправительной колонии.
Член его банды Михаил Захарин после суда был этапирован для отбытия уголовного наказания в Исправительную колонию № 18 Управления Федеральной службы исполнения наказаний по Ямало-Ненецкому автономному округу, более известную как «Полярная сова». Захарин известен своей литературной деятельностью. В 2018 году была издана его книга под названием «Приговоренный к пожизненному. Книга, написанная шариковой ручкой», которую он на протяжении 2 лет писал в исправительной колонии особого режима. Книга произвела в России общественный резонанс и была высоко оценена литературными критиками. Литературный критик Роман Сенчин высоко оценил книгу и назвал произведение Захарина уникальным художественным произведением и свидетельством о том, как устроены Российские тюрьмы, как проходит следствие и что происходит в Российиких местах заключения. Он отметил что автобиография Захарина лишена тюремной романтики и Захарин через призму своих мытарств пытается предостеречь тысячи молодых парней по всей стране от ведения криминального образа жизни. В своей автобиографии Захарин на своем уголовном деле и личном жизненном опыте попытался изобразить  несовершенство следственного процесса, в ходе которого подследственных за неимением очевидных доказательств вины подвергают разнообразным пыткам с целью получения признательных показаний.